# Schiener Berg
Der Schiener Berg, auch Schienerberg geschrieben, liegt zwischen Horn im Landkreis Konstanz, Baden-Württemberg (Deutschland) und Stein am Rhein im Bezirk Stein, Kanton Schaffhausen (Schweiz). Er ist ein 716,9 m ü. NHN hoher Höhenzug der Bodensee-Halbinsel Höri im Südwesthegauer Bergland. Namensgebende Ortschaft ist das etwa im Zentrum der Landschaft gelegene Schienen.

## Geographie

### Lage
Der Schiener Berg erstreckt sich westlich vom Untersee des Bodensees – von der namensgebenden Ortschaft Schienen (auf ca. 600 m Höhe gelegen) aus im Uhrzeigersinn beginnend im Nordwesten betrachtet und die naturräumliche Lage mit einbezogen – zwischen diesen Ortschaften: Arlen im Nordwesten, Worblingen im Nordnordwesten, Bohlingen im Norden, Bankholzen, Bettnang, Weiler und Iznang im Nordosten, Gundholzen und Horn im Osten, Gaienhofen im Ostsüdosten, Hemmenhofen im Südosten, Wangen im Südsüdosten sowie Kattenhorn und Öhningen im Süden; sie alle zählen zum Landkreis Konstanz (Deutschland) und liegen außer den vier zuerst genannten Ortschaften am Untersee oder dessen Teil Zeller See. Auf Schweizer Gebiet schließen sich nach vorgenanntem Betrachtungsmuster im Kanton Schaffhausen diese Ortschaften an: Stein am Rhein im Südwesten, Hemishofen im Westsüdwesten sowie Wilen im Westen und Ramsen im Westnordwesten. Der Schiener Berg setzt sich westlich jenseits des Ramsener Quertals durch den Rauhenberg fort.

### Naturräumliche Zuordnung
Der Schiener Berg gehört in der naturräumlichen Haupteinheitengruppe Voralpines Hügel- und Moorland (Nr. 03), in der Haupteinheit Nördliches Bodensee- und Hegau-Becken (030/031) und in der Untereinheit Südwesthegauer Bergland (030/031.1) zum Naturraum Schienerberg (mit Höri-Uferland) (030/031.13).

### Erhebungen
Der Schiener Berg ist maximal 716,9 m hoch, was sich auf eine Stelle bezieht, die etwa 1,5 km östlich von Schienen etwas ostnordöstlich von Ferdinandslust und etwas nordwestlich oberhalb der Quelle des Klingerbachs liegt. Als größte Höhe wird oft nur 708 m genannt. Zu den Erhebungen und Hangspornen des Höhenzugs gehören – sortiert nach Höhe in Meter (m) über Normalhöhennull (NHN) (D) und Meter über Meer (m ü. M.) (CH):
- namenlose Kuppe bei Ferdinandslust (716,9 m), nahe Schienen (D)
- namenlose Kuppe bei der Ewigkeit (701,5 m), nahe Schienen (D)
- Schrotzburg (ca. 693 m)
- Herrentisch (678,3 m) oberhalb von Arlen
- namenlose Kuppe am Brand/Wittmisried (660,4 m), bei Bohlingen (D)
- namenlose Kuppe im Bannholz (641,2 m) bei Öhningen
- Kressenberg (ca. 624 m), bei Schienen (D)
- Ölberg (621,5 m) oberhalb von Öhningen und Stein am Rhein
- namenlose Kuppe am Schlossbühl (617,5 m), bei Weiler (D)
- Wolkensteinerberg (ca. 608 m), bei Hemishofen (CH)
- Hohenklingen (590,6 m)
- Kastenbühl (587,4 m), bei Bohlingen (D)
- Salen (581,2 m), bei Wangen (D)
- namenlose Kuppe am Blatt (503,9 m), bei Weiler (D)

### Fließgewässer
Das Wasser von ein paar kurzen Bächen, die vom Schiener Berg nach Norden fließen, erreicht über die nördlich des Höhenzugs nach Osten verlaufende Radolfzeller Aach den Untersee; nordostwärts strebende Bäche münden direkt in diesen See. Zu den Fließgewässern des Höhenzugs gehören auch: der Tobel, der bei Wangen in den Untersee mündet, der Klingerbach, der bei der Burg Oberstaad zwischen Kattenhorn und Öhningen dem Untersee zufließt, und der Schiener Bach (Hemishoferbach), der bei Hemishofen in den Rhein mündet.

### Gemeinden
Gebietsanteile am Schiener Berg haben diese Gemeinden und Städte: Rielasingen-Worblingen, Singen, Moos, Gaienhofen und Öhningen in Deutschland sowie Stein am Rhein, Hemishofen und Ramsen in der Schweiz. Innerhalb ihrer Gemeindegebiete verteilen sich am und auf dem Höhenzug zahlreiche Gehöfte und Ansiedlungen.

### Klöster und Burgen
Auf dem Schiener Berg befinden sich in Deutschland die ehemaligen Klöster Schienen (in Schienen) und Grünenberg (bei Bankholzen), die Ruine Schrotzburg (bei Schienen-Oberschrotzburg) und die Burgställe Kastenbühl und Frankenberg (nahe Bohlingen) sowie Schlossbühl und Rusbühl (nahe Bankholzen) und in der Schweiz die Burg Hohenklingen (bei Stein am Rhein) und die Burgstall Wolkenstein (bei Hemishofen; auf dem Wolkensteinerberg).

## Geologie
Der Schiener Berg ist hauptsächlich aus Schichten der Oberen Süßwassermolasse (OSM) aufgebaut und hat eine Decke aus eiszeitlichen Schottern (Nagelfluh). Er gleicht damit den etwa parallel laufenden Höhenzügen Bodanrück (im Norden) und Seerücken (im Süden, jenseits des Untersees auf Schweizer Gebiet). Der nördliche Steilabfall überragt die mittlere Hegau-Untersee-Senke und den Untersee um 250 bis 300 m. Er hat seinen Ursprung in der sogenannten Schienerberg-Verwerfung, die der von Nordwest nach Südost (herzynische Richtung) verlaufenden Freiburg-Bonndorf-Bodensee-Störungszone (Bonndorfer Graben) zugerechnet wird. Durch diese Verwerfung sind die Sedimentschichten im Norden um ca. 100 m abgesenkt. Durch Erosionsvergänge der eiszeitlichen Vergletscherungen wurde das Vorland zusätzlich abgetieft. Der Südhang fällt hingegen größtenteils terrassenförmig zum Untersee ab. Diese Terrassen sind durch verschiedene Phasen des Vordringens und Rückzugs der eiszeitlichen Gletscher geformt worden.

## Schutzgebiete
Auf dem Großteil des vielerorts bewaldeten Schiener Bergs liegt das Landschaftsschutzgebiet (LSG) Schienerberg (CDDA-Nr. 324141; 1954 ausgewiesen; 41,96 km² groß), und auf seinen bis an den Untersee reichenden Flanken befinden sich mehrere räumlich voneinander getrennte Teile des LSG Bodenseeufer (CDDA-Nr. 31921; 1952; 10,13 km²). Auf Großteilen des Höhenzugs liegt, bis hinunter an den Untersee reichend das Fauna-Flora-Habitat-Gebiet Schiener Berg und westlicher Untersee (FFH-Nr. 8319-341; 25,963 km²). Bis hinauf auf die unteren Flankenbereiche reichen Teile des Vogelschutzgebiets Untersee des Bodensees (VSG-Nr. 8220-401; 59,1533 km²). Außerdem liegen auf dem Schiener Berg und an seinen bis an den Untersee reichenden Flanken zwölf Naturschutzgebiete, von denen manche aneinandergrenzen (alphabetisch sortiert):
- Bodenseeufer (Gmk. Gaienhofen, Horn, Gundholzen) (CDDA-Nr. 555514012; 1961; 1,5069 km²)
- Bodenseeufer (Gmk. Iznang, Moos, Böhringen) (CDDA-Nr. 555514015; 1961; 76,75 km²)
- Bodenseeufer (Gmk. Öhningen) (CDDA-Nr. 162481; 1961; 1,0636 km²)
- Bodenseeufer (Gmk. Wangen, Hemmenhofen) (CDDA-Nr. 555514013; 1961; 42,93 ha)
- Bühler Moos (CDDA-Nr. 162633; 1997; 24,38 ha)
- Graues Ried (CDDA-Nr. 81752; 1978; 12,17 ha)
- Hangried Schrännen (CDDA-Nr. 163525; 1991; 12,89 ha)
- Hornspitze auf der Höri (CDDA-Nr. 81941; 1997; 1,9004 km²)
- Kattenhorner Bühl (CDDA-Nr. 164039; 1996; 32,4 ha)
- Moor am Oberbühlhof (CDDA-Nr. 82174; 1970; 1,81 ha)
- Segete (CDDA-Nr. 163525; 1991; 7,02 ha)
- Stehlwiesen (CDDA-Nr. 82623; 1941; 9,53 ha)

## Fossilienfundstelle Steinbruch von Öhningen

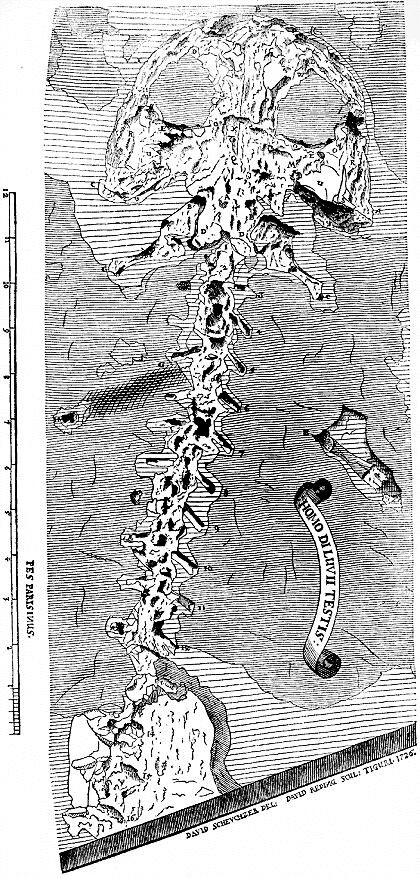
Riesensalamander-Skelett der Gattung Andrias scheuchzeri

Am Südhang des Schiener Berges befindet sich die berühmte Fossilfundstelle in den Öhninger Kalken (Obere Süßwassermolasse). Dort fand im Jahre 1726 der Schweizer Johann Jakob Scheuchzer (1672–1733), Zürcher Stadtarzt und Naturforscher, das etwa ein Meter große versteinerte Skelett eines vor 14 Millionen Jahren lebenden Riesensalamanders (Andrias scheuchzeri). Dieses Fossil wurde von ihm als „Homo diluvii testis“, ein „betrübtes Beingerüst von einem alten Sünder“ eines in der „Sündfluth“ (Sintflut) gedeutet, schon damals galt der Riesensalamander als der das größte Aufsehen erregende Fund im Steinbruch von Öhningen und war Fundament der Scheuchzer’schen Theorie des „Sintflutmenschen“. Erst im Jahr 1809 gelang es dem französischen Naturforscher Georges Cuvier (1769–1832), diesen Irrtum zu korrigieren und die Knochen als Reste eines Amphibiums richtig zu deuten; später gelang es dem Niederländer Jan van der Hoeven (1801–1868), Naturforscher, das Skelett in die richtige Stelle des Systems einzuordnen. Das Original befindet sich heute im Teylers Museum der niederländischen Stadt Haarlem.

## Verkehr
Durch die rund um den Schiener Berg gelegenen Ortschaften führen mehrere Landes- (L) und Kreisstraßen (K) in Deutschland und weitere Straßen in der Schweiz. Etwa in Nordnordost-Südsüdwest-Richtung verläuft von Bankholzen durch das auf dem Höhenzug gelegene Schienen nach Öhningen die L 193; zudem ist Schienen über die K 6156 mit Wangen verbunden.

## Verschiedenes
Der Höhenzug war früher Austragungsort des „Schienerberg-Rennens“, einer Motorrennsportveranstaltung.